# Kulturní dům TRISIA
Kulturní dům TRISIA (zkráceně TRISIA) je kulturní a vzdělávací centrum, které se nachází na náměstí Svobody v Třinci. Slouží jako multifunkční prostor pro pořádání koncertů, divadelních představení, konferencí, vzdělávacích kurzů a dalších společenských a kulturních akcí. Součástí budovy je divadelní sál, restaurace, sdílené kanceláře SKVÉRKO a další menší sály, ve kterých se konají například prezentace, přednášky, kulturní akce, trhy, konference, či výstavy uměleckých děl.[zdroj?] Jde o jedno z nejvýznamnějších kulturních center v regionu.

## Historie
Projekt nového kulturního domu vytvořil v roce 1950 František Křelina, samotná stavba však začala až o patnáct let později. Hotovo bylo v roce 1970. Slavnostní otevření veřejnosti se uskutečnilo 18. září 1970. Hlavní charakteristikou budovy kulturního domu TRISIA je její specifický tvar symbolicky připomínající písmeno T.

## Činnost
V současné době[kdy?] je TRISIA největší kulturní a vzdělávací centrum v regionu.
V kulturním domě jsou poskytovány kulturní, vzdělávacích a volnočasová služby, dlouhodobé (kanceláře) a krátkodobé (společenské akce) pronájmy, sdílené kanceláře Cowork SKVÉRKO a restaurace Trisia.[zdroj?]

## Fotogalerie

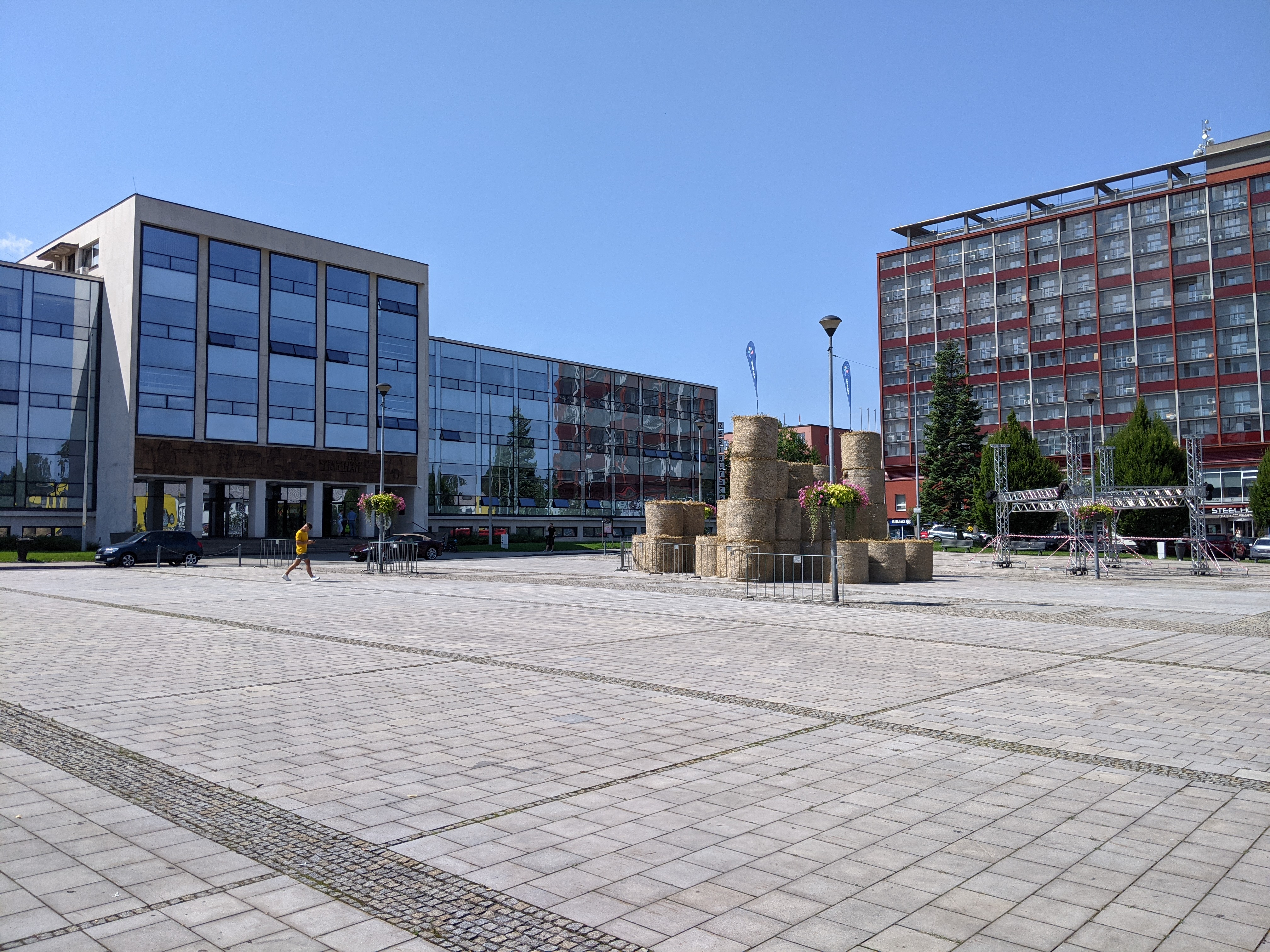
Prostranství před kulturním domem
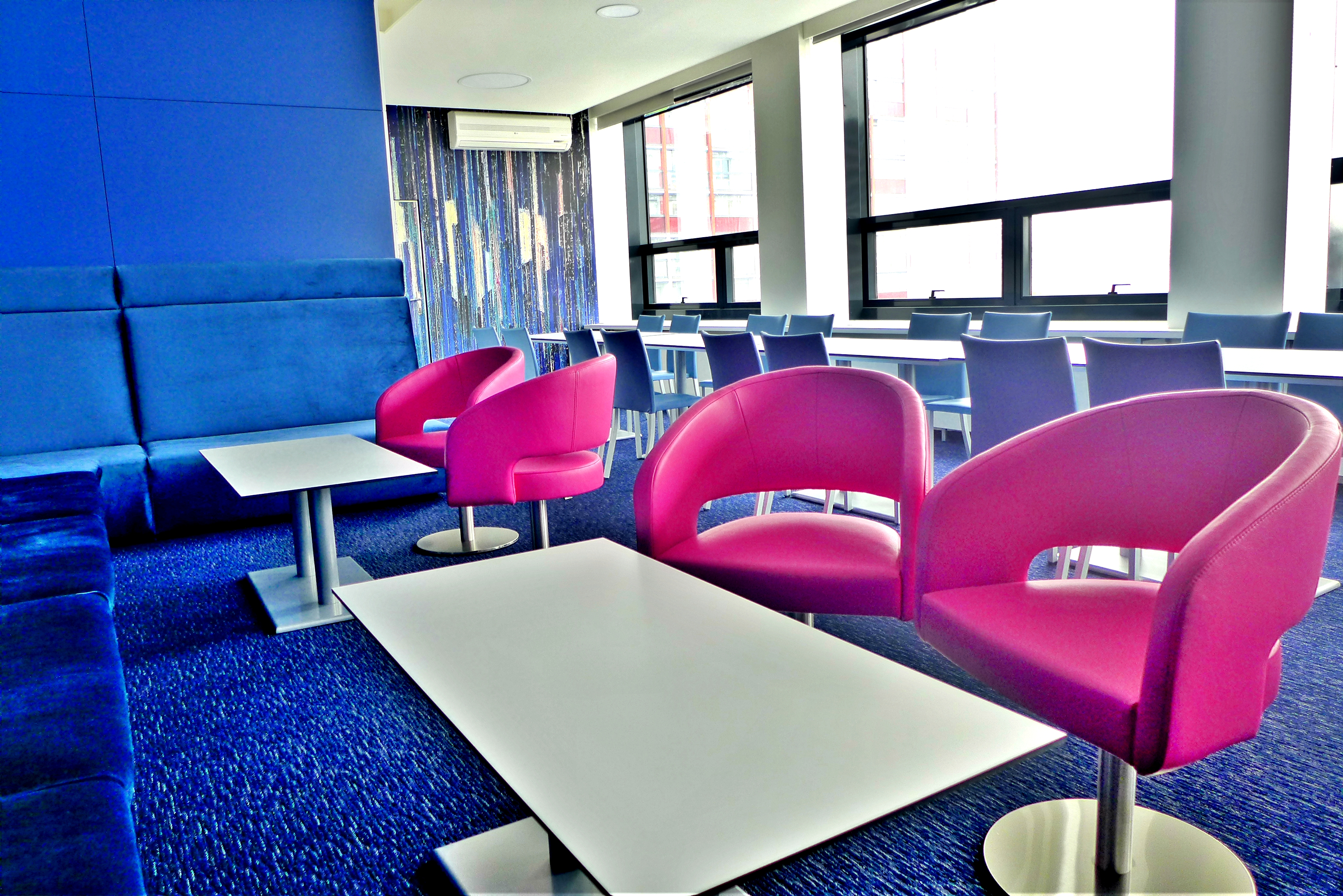
Modrý salónek